# Liste des chapitres de Neon Genesis Evangelion
Cet article est un complément de l’article sur la série télévisée d'animation Neon Genesis Evangelion. Il contient la liste des volumes des différentes adaptations en mangas.

## Volumes reliés

### Neon Genesis Evangelion
| no | Japonais          | Japonais          | Français          | Français          |
| no | Date de sortie    | ISBN              | Date de sortie    | ISBN              |
| --- | ----------------- | ----------------- | ----------------- | ----------------- |
| 1 | 29 août 1995      | 4-04-713311-6     | 4 février 1998    | 978-2-7234-2793-7 |
| Titre du volume : L'ange, l'assaut (使徒、襲来, Shito, Shūrai)Liste des chapitres : - Stage.01 : L'ange : l'assaut (使徒、襲来, Shito, Shūrai) - Stage.02 : Retrouvailles (再会…, Saikai...) - Stage.03 : Eva-01, sortie (初号機、出撃, Shogōki, Rifuto Ofu) - Stage.04 : Silence (沈黙…, Chinmoku...) - Stage.05 : Vision dans l'abîme de lumière (光の淵に見たもの, Hikari no Fuchi ni Mitamono) - Stage.06 : Si ce n'est moi (ボクハナク, Boku wa Naku) |                   |                   |                   |                   |
| L'intrigue débute en 2015, quinze ans après un cataclysme mondial connu sous le nom de « Second impact » et officiellement causé par la chute d'une météorite. Cette gigantesque explosion qui eut lieu en Antarctique a provoqué une importante montée des eaux et, par ses multiples retombées, la mort de deux milliards de personnes. Shinji Ikari, adolescent dépressif de quatorze ans, se rend dans la ville-forteresse de Tokyo-3 sur l'invitation de son père, Gendō Ikari. Ce dernier est le commandant de l'organisation secrète NERV et n'a presque pas parlé à son fils depuis la disparition de Yui, sa femme, dix ans plus tôt. Accueilli par Misato Katsuragi, nouvelle capitaine de la NERV, Shinji est conduit au quartier général souterrain de l'organisation, le Geofront, alors qu'un immense monstre commence à attaquer la ville. Gendo, qui se montre extrêmement froid avec son fils, lui demande de piloter une Evangelion, une créature ressemblant à un gigantesque robot, afin de combattre les « Anges », des monstres dont le troisième représentant est celui qui attaque la ville. Shinji commence par refuser, nourrissant une violente haine contre son père, mais change d'avis pour prendre la place de Rei Ayanami, une autre pilote gravement blessée, à bord de l'EVA-01. Lors du combat, alors que Shinji semble être mis hors-jeu et qu'il a des visions de sa mère, l'EVA-01 se réactive d'elle-même et parvient à percer l'A.T. Field de l'Ange — son bouclier d'énergie — et à le détruire. Shinji se réveille à l'hôpital et Misato l'invite à devenir son colocataire quand elle comprend que Gendo ne compte pas héberger son fils. Pendant ce temps, lors d'une réunion, Keel Lorentz recommande à Gendo de garder à l'esprit que l'objectif de la NERV est le « Plan de complémentarité de l'Homme ». |                   |                   |                   |                   |
| 2 | 5 mars 1996       | 4-04-713132-6     | 16 mai 1998       | 978-2-7234-2644-2 |
| Titre du volume : Le couteau et l'adolescent (ナイフと少年, Naifu to Shōnen)Liste des chapitres : - Stage.07 : Repli (閉じゆく心, Toji Yuku Kokoro) - Stage.08 : Shinji de mauvaise humeur (シンジご機嫌ななめ, Shinji Gokigen Naname) - Stage.09 : La furie de l'épreuve (マニアの受難, Mania no Junan) - Stage.10 : Le couteau et l'adolescent (ナイフと少年, Naifu to Shōnen) - Stage.11 : Third Children errant (さまよえるサード・チルドレン, Samayoeru Sādo Chirudoren) - Stage.12 : Une ombre de tendresse (やさしさの輪郭, Yasashisa no Katachi) |                   |                   |                   |                   |
| Shinji commence à fréquenter son nouveau collège dans la même classe que Rei. Après les cours, il se fait violemment prendre à partie par un autre de ses camarades, Toji, dont la sœur a été blessée lors du combat entre l'Ange et l'EVA-01. Quelque temps plus tard, Shinji est convoqué par la NERV pour se battre contre le Quatrième Ange. Durant le combat, Toji et son ami Kensuke quittent l'abri de l'école pour observer l'affrontement. Ils sont pris au milieu de la bataille et Shinji ouvre le cockpit de l'EVA pour les mettre à l'abri avant de tuer in extremis l'Ange en désobéissant aux ordres de Misato. De retour au QG et après une dispute avec elle, Shinji s'enfuit. Rattrapé par les agents de la NERV, il se voit proposer par Misato de retourner vivre chez son oncle, ce qu'il accepte. Mais, prise de remords, elle va le rattraper avant qu'il ne quitte la ville et le convainc de réintégrer la NERV et de revenir vivre chez elle en lui avouant que, orpheline, elle aimerait connaître un semblant de famille. Entre-temps, Shinji commence à se lier d'amitié avec Kensuke et Toji. |                   |                   |                   |                   |
| 3 | 29 octobre 1996   | 4-04-713165-2     | 17 septembre 1998 | 978-2-7234-2664-0 |
| Titre du volume : La brûlure (白い傷跡, Shiroi Kizuato)Liste des chapitres : - Stage.13: 白い傷跡 (Shiroi Kizuato) - Stage.14: 歪んだ部屋 (Yuganda Heya) - Stage.15: 紅い瞳の信じるものは (Akai Hitomi no Shinjirumono wa) - Stage.16: 棄てられた記憶 (Suterareta Kioku) - Stage.17: 決戦前夜 (Kessen Zen'ya) - Stage.18: 血戦! (Kessen!) - Stage.19: 闇の中の月 (Yami no Naka no Tsuki) |                   |                   |                   |                   |
| En analysant les restes du Quatrième Ange, Ritsuko Akagi, directrice scientifique de la NERV et amie de Misato, découvre que la structure de son génome est quasiment identique à celles des êtres humains et des EVAs. Shinji constate, lui, que son père semble très proche de Rei et que celle-ci ne manifeste des émotions qu'en sa présence. Les scientifiques de la NERV tente de réactiver l'EVA-00 (le prototype piloté par Rei) quand le Cinquième Ange, un octaèdre régulier géant, tente de forer le sol de Tokyo-3 pour atteindre le Geofront. Afin de le neutraliser, la NERV utilise une « arme à positron » bénéficiant de toute l'énergie électrique du Japon. Les premiers tirs manquent leur cible et c'est finalement car Rei utilise l'EVA-00 pour protéger l'EVA-01 que Shinji parvient à tuer l'Ange. Rei est blessée mais sourit pour la première fois à Shinji lorsqu'il vient la secourir. |                   |                   |                   |                   |
| 4 | 17 octobre 1997   | 4-04-713197-0     | 19 mars 1999      | 978-2-7234-2784-5 |
| Titre du volume : L'arrivée d'Asuka (アスカ、来日, Asuka, Rainichi)Liste des chapitres : - Stage.20: L'arrivée d'Asuka (アスカ、来日, Asuka, Rainichi) - Stage.21: Un visiteur impromptu (招かれざる者, Manekarezarumono) - Stage.22: Asuka attaque ! (アスカ攻撃, Asuka Atakku) - Stage.23: Un nouvel essai (トライ・アゲイン, Torai Agein) - Stage.24: Dissonance (不協和音, Disonansu) - Stage.25: Veux-tu danser avec moi ? (Shall we dance?) - Stage.26: L'unisson tant attendu (瞬間、心、重ねて, Shunkan, Kokoro, Kasanete) |                   |                   |                   |                   |
| Asuka Soryu Langley, adolescente germano-japonaise surdouée et pilote de l'EVA-02, arrive au Japon après avoir combattu le Sixième Ange avec une grande facilité dans l'océan Pacifique. Très habile au combat, elle se montre adorable et respectueuse avec ses supérieurs mais extrêmement arrogante avec Shinji, Rei et ses camarades (elle intègre leur école). Au même moment, Ryoji Kaji amène à Gendo l'embryon d'Adam, le « premier humain ». Ryoji — qui par ailleurs s'est occupé d'Asuka en Allemagne — est un ami d'université de Ritsuko et de Misato et a entretenu une relation amoureuse avec cette dernière. Asuka apprend à Shinji que tout ce qu'il sait sur le Second Impact n'est en fait que de la propagande gouvernementale. D'après elle, l'explosion eu lieu après qu'un « objet humanoïde », le « Premier Ange », ait été découvert en Antarctique et que la mission des pilotes d'EVAs est d'empêcher un « Troisième Impact ». Lorsque le Septième Ange apparaît, la NERV lance les EVA-01 et 02 mais Shinji et Asuka ne parviennent pas à le détruire par manque de synchronisation. Pendant que l'armée tente de freiner l'Ange, Misato oblige les deux adolescents à partager une même chambre et à passer cinq jours entiers ensemble pour qu'ils apprennent une chorégraphie leur permettant de tuer l'Ange. Le plan fonctionne et cette expérience permet aux deux pilotes de se rapprocher. Durant l'une des nuits, Shinji entend Asuka parler dans son sommeil de sa mère décédée. |                   |                   |                   |                   |
| 5 | 17 décembre 1999  | 4-04-713311-6     | 15 juin 2000      | 978-2-7234-2793-7 |
| Titre du volume : Le tombeau (墓標, Bohyō)Liste des chapitres : - Stage.27: パーティー (Pātī) - Stage.28: 傷跡をたどれば (Kizuato o Tadoreba) - Stage.29: 墓標 (Bohyō) - Stage.30: (受け止めろ 重力攻撃!) - Stage.31: ネルフ、停電 (Nerufu, Teiden) - Stage.32: 真実の深淵 (Shinjitsu no Shin'en) - Stage.33: アクアリウム (Akuariumu) |                   |                   |                   |                   |
| Ryoji mène une enquête sur l'institut Murduk chargé de sélectionner les pilotes d'EVA. Il découvre que toutes les sociétés qui y sont liées sont factices et que Gendo contrôle l'institut dans l'ombre. À Tokyo-3, Asuka enménage chez Misato et Shinji et une fête est organisée à l'occasion de la promotion de Misato au rang de major. Lors de celle-ci, Misato et Ryoji se rapprochent et elle lui parle de son père scientifique qui a sacrifié sa vie pour la sauver lors du Second impact. Rei, de son côté, se pose des questions sur sa vraie nature, son corps lui semblant étranger. Quand Shinji vient la visiter, elle se montre plus ouverte au contact humain qu'auparavant. Shinji revoit aussi son père à l'occasion de l'anniversaire de la disparition de Yui mais Gendo se montre toujours aussi froid et distant avec son fils alors qu'il se comporte comme un père avec Rei. Quelque temps plus tard, le Septième Ange attaque Tokyo-3 alors que Gendo est au Pôle Sud pour récupérer une gigantesque lance, la « lance de Longinus ». L'Ange est détruit par les trois EVAs. Plus tard, durant une coupure électrique à la NERV due à un sabotage, Asuka propose à Shinji de l'embrasser mais ils sont surpris avant que leurs lèvres ne se touchent. Misato découvre vite que ce sabotage a été causé par Ryoji et que celui-ci est un agent double : officiellement agent de contrôle spécial de la NERV, il travaille aussi comme inspecteur spécial pour le ministère de l'Intérieur japonais. Ryoji enmène alors Misato dans le Terminal Dogma, la partie la plus profonde et la plus secrète du Geofront, où se trouve une gigantesque créature humanoïde crucifié que Misato identifie comme Adam. Shinji, qui les a suivi discrètement, voit également le géant et, comme Misato, décide de ne pas en parler. Le landemain, Ryoji enmène Shinji dans un aquarium et lui explique que la NERV est contrôlée par la SEELE, une organisation secrète millénaire qui contrôle le monde en secret et qui possède des textes prophétiques antérieurs à l'apparition de l'Humanité : les « Manuscrits de la mer Morte ». Ryoji lui révèle aussi que Yui est la créatrice des EVAs et qu'elle a disparu alors qu'elle se trouvait à bord de l'EVA-01 pour une expérience. Au Geofront, Gendo demande à Rei de transpercer le géant du Terminal Dogma avec la lance de Longinus. |                   |                   |                   |                   |
| 6 | 15 décembre 2000  | 4-04-713380-9     | 26 novembre 2001  | 978-2-7234-3660-1 |
| Titre du volume : Le "Fourth Children" (四人目の適格者, Yoninme no Tekikakusha)Liste des chapitres : - Stage.34: Le quatrième qualifié (四人目の適格者, Yoninme no Tekikakusha) - Stage.35: L'ombre après la lumière (光、そして影, Hikari, Soshite Kage) - Stage.36: Déclaration (告白, Kokuhaku) - Stage.37: Un présent (ギフト, Gifuto) - Stage.38: Contre-offensive (迎撃, Geigeki) - Stage.39: Le dummy system (ダミーシステム, Damī Shisutemu) - Stage.40: Un crépuscule enduit d'ébène... (黄昏を黒に染めて…, Tasogare o Kuro ni Somete...) |                   |                   |                   |                   |
| Aux États-Unis, une des filiales de la NERV disparaît dans une immense explosion. Tout porte à croire que celle-ci a été déclenchée par une expérience sur les « organes S² », les organes d'où les Anges tirent leur puissance et qui pourraient fournir une énergie illimitée aux EVAs s'ils étaient maîtrisés. À cause des risques qu'elle représente, L'EVA-03 développée en Amérique est transportée au Japon. La NERV japonaise compte utiliser un « système Dummy » pour l'activer, un système sur lequel a été copié la personnalité de Rei et qui simule le comportement humain pour, a terme, se passer des pilotes. Un Fourth Children est tout de même sélectionné : Toji. Ce dernier accepte pour que sa soeur soit transférée dans un meilleur hôpital. Mais, lors de ses premiers tests dans l'EVA-03, un Ange le corrompt et en prend le contrôle. Shinji et Rei sont envoyés pour l'arrêter. Rei est blessée mais Shinji refuse d'attaquer l'unité de Toji. Gendo enclenche alors le système Dummy de l'EVA-01 et Shinji assiste impuissant à la mort de Toji sous les coups de son EVA. |                   |                   |                   |                   |
| 7 | 1er décembre 2001 | 4-04-713469-4     | 24 octobre 2002   | 978-2-7234-4009-7 |
| Titre du volume : La guerre d'un homme (男の戦い, Otoko no Tatakai)Liste des chapitres : - Stage.41: Le poing (フィスト, Fisuto) - Stage.42: Un ciel couleur de cendre (灰色の空, Hai-iro no Sora) - Stage.43: L'interrogatoire (尋問, Jinmon) - Stage.44: L'expiation (贖罪, Shokuzai) - Stage.45: La guerre d'un homme (男の戦い, Otoko no Tatakai) - Stage.46: L'éveil - Première partie (覚醒・前編, Kakusei, Zenpen) - Stage.47: L'éveil - Deuxième partie (覚醒・後編, Kakusei, Kōhen) - Stage.48: La disparition (消滅, Shōmetsu) |                   |                   |                   |                   |
| À la suite de la mort de Toji, Shinji décide de quitter la NERV et de ne plus jamais piloter d'EVA. Mais, au moment de quitter la ville, un Ange attaque le Geofront et Asuka se retrouve à l'affronter seule car l'EVA-01 refuse d'avoir Rei comme pilote. Ryoji va chercher Shinji pour le ramener à la NERV et, en chemin, lui raconte son passé d'orphelin sans-abri après le Second impact. À la suite de cette discussion, Shinji accepte de piloter de nouveau l'EVA-01 et se joint au combat alors que l'EVA-00 de Rei est immobilisée et que celle d'Asuka a été démembrée. Shinji prend le dessus sur l'Ange mais ses réserves d'énergie s'épuisent avant qu'il ne donne le coup fatal. L'EVA-01 se réactive alors mystérieusement par elle-même et, folle de rage, tue l'Ange et dévore son organe S². Misato révèle que les Evangelions ne sont pas des robots mais des êtres organiques scellés par une armure et, face à l'« éveil » de l'EVA-01, Gendo sourit comme si tout cela faisait partie de son plan. Après le combat, l'EVA est maîtrisée mais Shinji a disparu : il s'est totalement dissous dans le LCL, le liquide qui remplit le cockpit des EVAs. Ritsuko apprend alors à Misato que les EVAs sont des êtres créés à partir de l'Ange découvert en Antarctique et qu'ils contiennent des âmes humaines. Celle de l'EVA-01 est l'âme de Yui. Quant à la SEELE, voyant que Gendo s'éloigne du scénario qu'ils avaient prévu, elle abbat son « atout » : un mystérieux adolescent répondant au nom de Tarbis. |                   |                   |                   |                   |
| 8 | 19 décembre 2002  | 4-04-713529-1     | 18 octobre 2003   | 978-2-7234-4390-6 |
| Titre du volume : MOTHERListe des chapitres : - Stage.49: Kiss (…Kiss.) - Stage.50: Dans les méandres du cœur (心の中へ…, Kokoro no Naka e..) - Stage.51: Mother (MOTHER) - Stage.52: Réminiscences (回想, Kaisō) - Stage.53: Le géant de lumière (光の巨人, Hikari no Kyojin) - Stage.54: NERV, la naissance (ネルフ誕生, Nerufu Tanjō) - Stage.55: Un dernier message (伝言, Dengon) - Stage.56: Jealousy (ジェラシー, Jerashī) |                   |                   |                   |                   |
| Shinji reste « absorbé » par l'EVA-01 pendant plus d'un mois. Durant ce laps de temps, il revit de nombreux souvenirs et a de nombreuses visions de sa mère (qui par ailleurs ressemble fortement à Rei). Il parvient finalement, grâce à sa volonté, à s'émanciper de l'EVA et a retrouver une enveloppe charnelle. En parallèle, le vice-commandant de la NERV et bras droit de Gendo, Kozo Fuyutsuki, et kidnappé pour être interrogé par la SEELE. C'est l'occasion de découvrir, grâce à des flash-back, son passé lorsqu'il était professeur de biologie métaphysique et avait pour élève Yui. C'est à la même époque qu'il rencontre Gendo que Yui fréquente alors qu'il a très mauvaise réputation. Gendo, lui, s'intéresse d'abord à Yui pour ses liens avec la SEELE. À la suite du Second impact, Fuyutsuki fait des recherches sur la SEELE dont il perçoit l'implication. Un an plus tard, il retourne voir Gendo, alors chercheur au Centre de recherche sur l'évolution artificielle, pour lui dire qu'il va réveler à la presse ce qu'il a découvert. Pour lui faire changer d'avis, Gendo lui montre la cavité de la Lune Noire en train d'être transformée en Geofront en lui disant qu'elle n'est pas l'oeuvre d'humains. Il lui montre aussi l'EVA-00 en construction et lui parle du « Projet-E » dont le but est de faire revivre Adam. Fuyutsuki accepte alors de collaborer avec la future NERV. Lorsque Yui disparaît, Gendo annonce son nouveau projet : le « Plan de complémentarité de l'Homme », accepté par la SEELE. De retour dans le présent, Ryoji vient délivrer Fuyutsuki et signe ainsi son arrêt de mort. Il est éliminé peu de temps après mais laisse un message à Misato pour l'encourager à chercher la vérité. Elle demande alors au lieutenant Makoto Hyuga de lui faire parvenir des documents confidentiels. À côté de cela, Rei confie à Shinji qu'elle ressent des sentiments amoureux à son égard. |                   |                   |                   |                   |
| 9 | 23 avril 2004     | 4-04-713618-2     | 12 novembre 2004  | 978-2-7234-4813-0 |
| Titre du volume : Fifth Children (フィフス・チルドレン, Fifusu Chirudoren)Liste des chapitres : - Stage.57: Fifth Children (フィフス・チルドレン, Fifusu Chirudoren) - Stage.58: Rejet (拒絶, Kyozetsu) - Stage.59: Fierté (プライド, Puraido) - Stage.60: La poupée (ドール, Dōru) - Stage.61: La lance de Longin (ロンギヌスの槍, Ronginusu no Yari) - Stage.62: Distance (distance) - Stage.63: Représailles (応戦, Ōsen) |                   |                   |                   |                   |
| Asuka est très touchée par la mort de Ryoji et par son échec lors de son dernier combat. Son état mental est si dégradé qu'elle ne peut plus piloter correctement son EVA. Shinji, lui, rencontre Tarbis sur le chemin du lycée. Ce dernier se présente sous le nom de Kaworu Nagisa et apparaît comme totalement dénué d'empathie. Il est également nommé Fifth Children par la SEELE juste avant une nouvelle attaque d'Ange. Rei et Asuka sont envoyés pour le combattre. L'Ange, qui attaque depuis l'espace, cible Asuka avec une « contamination mentale », une torture mentale qui la force à revivre des souvenirs traumatisants de son enfance : après une expérience sur une EVA, sa mère, scientifique à la NERV, est devenue violente envers elle et ne la reconnaissait plus comme sa fille. Internée, elle se suicide après avoir tenté d'étrangler à mort Asuka. Rei parvient à tuer l'Ange en utilisant la lance de Longinus mais le « viol mental » dont Asuka a été victime la laisse dans un état léthargique. Tarbis remplace alors Asuka comme pilote de l'unité 02. La lance, elle, est perdue dans l'espace. Peu de temps après, un nouvel Ange fait son apparition. |                   |                   |                   |                   |
| 10 | 23 mars 2005      | 4-04-713800-2     | 15 février 2007   | 978-2-7234-5777-4 |
| Titre du volume : Larmes (涙, Namida)Liste des chapitres : - Stage.64: 涙 (Namida) - Stage.65: ひとつになりたい (Hitotsu ni Naritai) - Stage.66: 心届かず (Kokoro Todokazu) - Stage.67: ねじれた夜 (Nejireta Yoru) - Stage.68: 交錯 (Kōsaku) - Stage.69: 汚れた血 (Yogoreta Chi) - Stage.70: 虚無の群れ (Kyomu no Mure) |                   |                   |                   |                   |
| L'affrontement avec l'Ange se déroule mal : les EVAs de Rei et Kaworu se font contaminer. Pour les secourir, Shinji est envoyé au combat avec l'EVA-01 mais il se fait également dominer par l'Ange. Rei décide alors, pour vaincre l'Ange mais surtout sauver Shinji, de se sacrifier et d'autodétruire son Evangelion. Avant de mourir, sa dernière pensée va à Gendo. L'EVA-00 est détruite, tout comme l'Ange et une grande partie de Tokyo-3. Shinji est annéanti par la mort d'Ayanami. Le landemain, Shinji et Misato découvre une nouvelle Rei au QG de NERV. Ils comprennent vite que ce n'est pas la Rei qu'ils ont connu mais un clone, le troisième plus exactement. Une première version de Rei avait été créée au début des années 2000. Alors qu'elle n'était qu'une petite fille, elle a été étranglée à mort par Naoko Akagi, la mère de Ritsuko et la conceptrice de l'ordinateur central du Geofront. Ce meurtre est commis dans un excès de rage de Naoko quand elle découvre que Gendo n'entretient une relation amoureuse avec elle que pour servir ses intérêts personnels. Naoko se suicide juste après en sautant dans le vide. Ritsuko, ne voulant pas reproduire les mêmes erreurs (elle est aussi la maîtresse de Gendo), enmène Misato et Shinji dans la partie secrète du Geofront où sont produits les systèmes Dummy. Ils y découvrent un immense aquarium avec des dizaines de Rei flottantes dans du LCL. Ritsuko leur dit que les humains trouvèrent « Dieu » en Antarctique en 2000, que le géant crucifié dans le Terminal Dogma est leur tentative de « se fabriquer un dieu par leurs propres moyens » et que les EVAs sont les humains créés à l'image de ce nouveau dieu. Ritsuko enclenche le système de destruction des clones et toutes les Rei se désagrègent dans l'aquarium. |                   |                   |                   |                   |
| 11 | 18 juin 2007      | 978-4-04-713934-3 | 22 octobre 2008   | 978-2-7234-6596-0 |
| Titre du volume : La mémoire des mains (手のひらの記憶, Te no Hira no Kioku)Liste des chapitres : - Stage.71: アダムの末裔 (Adamu no Matsuei) - Stage.72: 最後のシ者 (Saigo no Shisha) - Stage.73: 辿りついた境界線 (Tadoritsuita Kyōkaisen) - Stage.74: 手のひらの記憶 (Te no Hira no Kioku) - Stage.75: 欠けた心 (Kaketa Kokoro) - Stage.76: 最後の敵 (Saigo no Teki) |                   |                   |                   |                   |
| Shinji se retrouve seul. Ses camarades de classe quittent la région à la suite de la destruction de la ville, Asuka est dans un état végétatif et Rei n'est pas celle qu'il a connu. Il ne reste que Kaworu mais il refuse son amitié quand il la lui propose pour ne pas souffrir davantage. Gendo, quant à lui, arrive au terme de son scénario et fusionne avec l'embryon d'Adam. La SEELE décide alors d'intervenir pour le stopper, Gendo ne servant plus que ses propres intérêts. Sur les ordres de l'organisation, Kaworu se rèvèle comme le Dernier Ange. Il pénètre le Terminal Dogma avec l'EVA-02 alors que Shinji tente de l'arrêter. Mais, arrivé là-bas, il découvre que le géant crucifié n'est pas Adam mais Lilith. Se sachant dans tous les cas condamné, il décide de ne pas obéir aux ordres, d'épargner l'Humanité, et demande à Shinji que sa mort vienne de sa main comme un acte d'amour. Kaworu lui explique que le Troisième impact qu'il causerait en touchant Lilith ne signifie pas la disparition de l'humanité mais son passage vers une autre étape de son évolution où toutes les consciences humaines seraient rassemblées en une seule entité. Tel est le but du Plan de Complémentarité de la SEELE : créé un nouveau monde sans tristesse ni douleur où les Hommes seront lavés de leurs erreurs passées. Après une longue hésitation, Shinji tue Kaworu. |                   |                   |                   |                   |
| 12 | 31 mars 2010      | 978-4-04-715420-9 | 7 novembre 2012   | 978-2-7234-9196-9 |
| Titre du volume : Père et fils (父と子, Chichi to Ko)Liste des chapitres : - Stage.77: Génocide (GENOCIDE) - Stage.78: 父と子 (Chichi to Ko) - Stage.79: 約束の時 (Yakusoku no Toki) - Stage.80: 邂逅 (Kaikō) - Stage.81: 空よりの敵 (Sora Yori no Teki) - Stage.82: La dernière instruction (The last instruction) - Stage.83: 呼応 (Koō) |                   |                   |                   |                   |
| Tous les Anges ont été tués mais la NERV doit de nouveau se préparer au combat : la SEELE, pour mettre fin aux agissements de Gendo et reprendre le contrôle, attaque le Geofront. Les soldats de la SEELE pénètrent les locaux de la NERV et exécutent froidement ses employés sans défense. Pour être mise en sécurité, Asuka est placée dans le cockpit de son EVA mais Shinji reste introuvable. Gendo le retrouve dans un couloir et, grâce aux nouveaux pouvoirs qu'il a acquis en fusionnant avec Adam, le sauve. Gendo ordonne à son fils d'aller dans son EVA mais Shinji refuse. Son père lui dit alors qu'il l'a toujours haï car, dès sa naissance, il a accaparé tout l'amour de Yui, la seule personne au monde qui lui avait témoigné de l'amour et qui lui a été enlevé. Gendo souhaite non seulement être réuni avec Yui grâce au Troisième impact mais veut se venger de Dieu en accédant à un état divin et prendre sa place. Misato arrive à la rescousse de Shinji pour l'éloigner de son père et pour le conduire à son EVA. Mais elle est mortellement touchée par une balle en chemin et meurt après avoir embrassé Shinji sur la bouche. Pendant ce temps, Asuka, grâce à un sursaut de son instinct de survie parvient à sortir de sa léthargie et à contrôler de nouveau son EVA pour affronter la SEELE. Elle comprend en même temps qu'une partie de l'âme de sa mère, celle qui aimait sa fille, réside au coeur de l'EVA et veillait sur elle. |                   |                   |                   |                   |
| 13 | 2 novembre 2012   | 978-4-04-120355-2 | 7 novembre 2012   | 978-2-7234-9197-6 |
| Titre du volume : CallingListe des chapitres : - Stage.84: Calling - Stage.85: 裏切り (Uragiri) - Stage.86: 儀式の始まり (Gishiki no Hajimari) - Stage.87: 拒絶 (Kyozetsu) - Stage.88: 黒き月 (Kuroki Tsuki) - Stage.89: Face à face (face to face) - Stage.90: 夏の追憶 (Natsu no Tsuioku) |                   |                   |                   |                   |
| Shinji arrive au secours d'Asuka pour la débarrasser des EVAs Serie, les unités équipées d'un complexe S² construites en secret par la SEELE pour provoquer le Troisième impact. Car tout semble perdu, Shinji, fou de rage, perd le contrôle de l'EVA qui s'éveille et appelle à elle la lance de Longinus : le rituel tant voulu par la SEELE commence. L'EVA-01 se fait crucifier par les EVAs Serie et est élevée dans le ciel comme support de l'impact et se transforme en Arbre de vie. Au même moment, Gendo enmène Rei au Terminal Dogma pour qu'ils puissent fusionner ensemble et ainsi réunir Adam et Lilith. Ritsuko tente de les en empêcher mais elle est abattue par son ancien amant. Rei refuse la fusion avec Gendo et, après lui avoir pris sa partie d'Adam, va fusionner avec Lilith, ce qui déclenche le Troisième impact. Lilith, avec l'apparence de Rei, se libère alors et prend des proportions gigantesques. La Complémentarité de l'Homme commence : tous les êtres humains perdent leur A.T. Fields (et donc leurs enveloppes physiques) pour que leurs consciences rejoignent une entité unique. |                   |                   |                   |                   |
| 14 | 20 novembre 2014  | 978-4-04-101931-3 | 26 novembre 2014  | 978-2-344-00446-3 |
| Titre du volume : Nouveau départ (旅立ち, Tabidachi)Liste des chapitres : - Stage.91: Là où retourne la lumière (光還る処へ, Hikari Kaeru Sho e) - Stage.92: Birthday (バースデイ, Bāsudei) - Stage.93: L'océan primordial (生命の海, Seimei no Umi) - Stage.94: Prends ma main (掌, Tenohira) - Stage.95: Au revoir ∞ (ありがとう∞さようなら, Arigatō ∞ sayōnara) - Stage.96: Nouveau départ (旅立ち, Tabidachi) - Extra stage: Un été en Eden (夏色のエデン, Natsuiro no Eden) |                   |                   |                   |                   |
| Tous les êtres humains disparaissent dans une explosion de LCL avec (en général) comme dernière vision l'apparition d'une personne aimée : Makoto voit Misato, Maya voit Ritsuko, Asuka voit Ryoji, etc. Fuyutsuki, lui, voit une dernière fois Yui. Il lui dit que, comme elle l'avait demandé, il n'a jamais révélé à Gendo qu'elle a volontairement fusionnée avec l'EVA-01 mais parce qu'il voulait le voir souffrir. Gendo a lui aussi une dernière conversation avec Yui mais meurt sans rejoindre l'Instrumentation. Toutes les consciences humaines sont maintenant réunies dans un océan primordial de LCL. Mais Shinji ne veut pas de ce monde sans souffrance puisqu'il ne contient pas de bonheur non plus. Il veut vivre des émotions quitte à souffrir. Par sa volonté, il met alors fin à l'Instrumentalisation : toutes les âmes sont libérées, les êtres se reforment et l'EVA-01 contenant l'âme de Yui se met à dériver dans l'espace pour l'éternité. Épilogue : dans un nouveau monde qui a tout oublié des évènements du Troisième Impact, Shinji prend le train pour passer des examens. En chemin il passe devant les vestiges des EVAs Serie qu'aucun scientifique ne parvient à expliquer. En ville il croise Asuka et Kensuke et marche confiant et optimiste vers son avenir. |                   |                   |                   |                   |

### Éditions japonaises
Neon Genesis Evangelion
1. 1 2  Tome 1
2. 1 2  Tome 2
3. 1 2  Tome 3
4. 1 2  Tome 4
5. 1 2  Tome 5
6. 1 2  Tome 6
7. 1 2  Tome 7
8. 1 2  Tome 8
9. 1 2  Tome 9
10. 1 2  Tome 10
11. 1 2  Tome 11
12. 1 2  Tome 12
13. 1 2  Tome 13
14. 1 2  Tome 14

### Éditions françaises
Neon Genesis Evangelion
1. 1 2  Tome 1
2. 1 2  Tome 2
3. 1 2  Tome 3
4. 1 2  Tome 4
5. 1 2  Tome 5
6. 1 2  Tome 6
7. 1 2  Tome 7
8. 1 2  Tome 8
9. 1 2  Tome 9
10. 1 2  Tome 10
11. 1 2  Tome 11
12. 1 2  Tome 12
13. 1 2  Tome 13
14. 1 2  Tome 14